# Репродукция (фильм)
«Репроду́кция» (англ. Replicas) — американский научно-фантастический триллер режиссёра Джеффри Начманоффа, затрагивающий проблему клонирования людей. В главной роли Киану Ривз.
8 сентября 2017 года права на распространение были проданы компании Entertainment Studios за 4 млн долл. Официальная премьера и выход картины в прокат состоялись 24 августа 2018 года.

## Сюжет
Талантливый учёный-биолог Уилл Фостер занимается проблемами переноса сознания умерших людей в робота в компании Bionyne с Эддом Уиттлом под руководством сурового Джонса. В автокатастрофе Фостер теряет свою семью — любимую жену и троих детей. Одержимый желанием вернуть их к жизни, он преступает законы научной этики и самой природы и копирует их сознание в клонированные тела, созданные Уиттлом. Но когда информация о его достижениях доходит до руководства Bionyne, на учёного и воскрешённых им жену и детей начинается охота. Тем не менее, Уилл справился со всеми проблемами, создав робота с копией своего сознания. Робот-Уилл и его руководитель Джонс положили начало бизнеса по продлению жизни.

## В ролях
- Киану Ривз — Уилл Фостер, ученый-биолог[6]
- Элис Ив — Мона, жена Уилла[6]
- Эмили Элин Линд — Софи Фостер, дочь Уилла
- Эмджей Энтони — Мэтт Фостер, сын Уилла
- Ария Лайрик Либу — Зои Фостер, младшая дочь Уилла
- Томас Миддлдитч — Эд Уиттл, напарник Уилла в компании Bionyne и друг семьи Фостеров[7]
- Няша Хатенди[англ.] — Скотт
- Джон Ортис — Джонс, руководитель Уилла в компании Bionyne

## Съёмки
Основные съёмки начались 10 августа 2016 года в Пуэрто-Рико.

## Оценка и принятие фильма
Фильм провалился в прокате. Копии собрали 4 миллиона долларов в Соединенных Штатах и Канаде и 5,3 миллиона долларов на других территориях при общемировом объеме продаж 9,3 миллиона долларов. При этом производственные затраты составили 30 миллионов долларов.
В Соединенных Штатах и Канаде фильм «Репродукция» были выпущены одновременно с другими новинками «1+1: Голливудская история» и «Путь домой», а также с совместно с широким распространением фильма «По половому признаку». Изначально планировалось, что в первые выходные выручка составит 4-7 миллионов долларов. После заработка всего 950 000 долларов в первый день, включая 200 000 долларов с предварительных просмотров в четверг вечером, оценки были снижены до 3 миллионов долларов. Фильм вышел в прокат и собрал 2,4 миллиона долларов, заняв 12-е место по кассовым сборам и ознаменовав наихудший релиз в карьере Киану Ривза. Кассовые сборы фильма упали на 81,5 % за второй уик-энд до 439 731 доллара, что является девятым худшим падением за неделю за всю историю.

### Критика
На Rotten Tomatoes фильм имеет рейтинг одобрения 11 % на основе 56 обзоров со средней оценкой 3,03 / 10. На Metacritic фильм имеет взвешенное отношение средний балл 19 из 100, основанный на 15 критиках, что указывает на «подавляющую неприязнь». Аудитория, опрошенная CinemaScore, поставила фильму среднюю оценку «C» по шкале от A + до F.
Джо Лейдон из Variety раскритиковал фильм за его «дыры в сюжете, смешные диалоги и смехотворно нелогичное поведение», в то время как Чарльз Брамеско из The Guardian написал: «По прошествии, может быть, ста часов, фильм не столько заканчивается, сколько останавливается, завершающий тон партитуры — очевидная замена завершению или разрешению».